# Акино, Ркаэла
Ркаэла Мари Рамос Акино (англ. Rckaela Maree Ramos Aquino; 4 июля 1999, Тамунинг, Гуам, США) — гуамская женщина-борец вольного стиля, чемпионка Океании и Микронезийских игры, участница Олимпийских игр в Токио, где была знаменосцем на церемонии закрытия.

## Карьера
В апреле 2021 года в тунисском Хаммамете на африканском и океанском олимпийский отборочный турнире к Олимпийским играм в Токио завоевала лицензию. В августе 2021 года на Олимпиаде в схватке на стадии 1/8 финала на туше уступила Бат-Очирын Болортуяа из Монголии и заняла итоговое 14 место.

## Достижения
- Чемпионат Океании 2017 — ;
- Чемпионат Океании 2018 — ;
- Микронезийские игры 2018 — ;
- Чемпионат Океании 2019 — ;
- Олимпийские игры 2020 — 14;